# 고마야마촌
고마야마촌(駒山村)은 지바현 기미쓰군에 일찍이 존재했던 촌이다. 현재의 훗쓰시 남부에 해당한다.

## 역사
- 1889년 4월 1일 - 정촌제 시행에 의해 아마하군 고마야마촌이 성립하였다.
- 1897년 4월 1일 - 아마하군이 통합에 의해 기미쓰군이 되었다
- 1937년 4월 1일 - 다마키촌에 편입되어, 동일 고마야마촌은 폐지되었다.

## 교통

### 도로
- 나가사 가도